# Warlubie
Warlubie (deutsch Warlubien, 1942–1945 Warlieb) ist ein Dorf im Powiat Świecki der Woiwodschaft Kujawien-Pommern in Polen. Es ist Sitz der gleichnamigen Landgemeinde mit etwa 6500 Einwohnern.

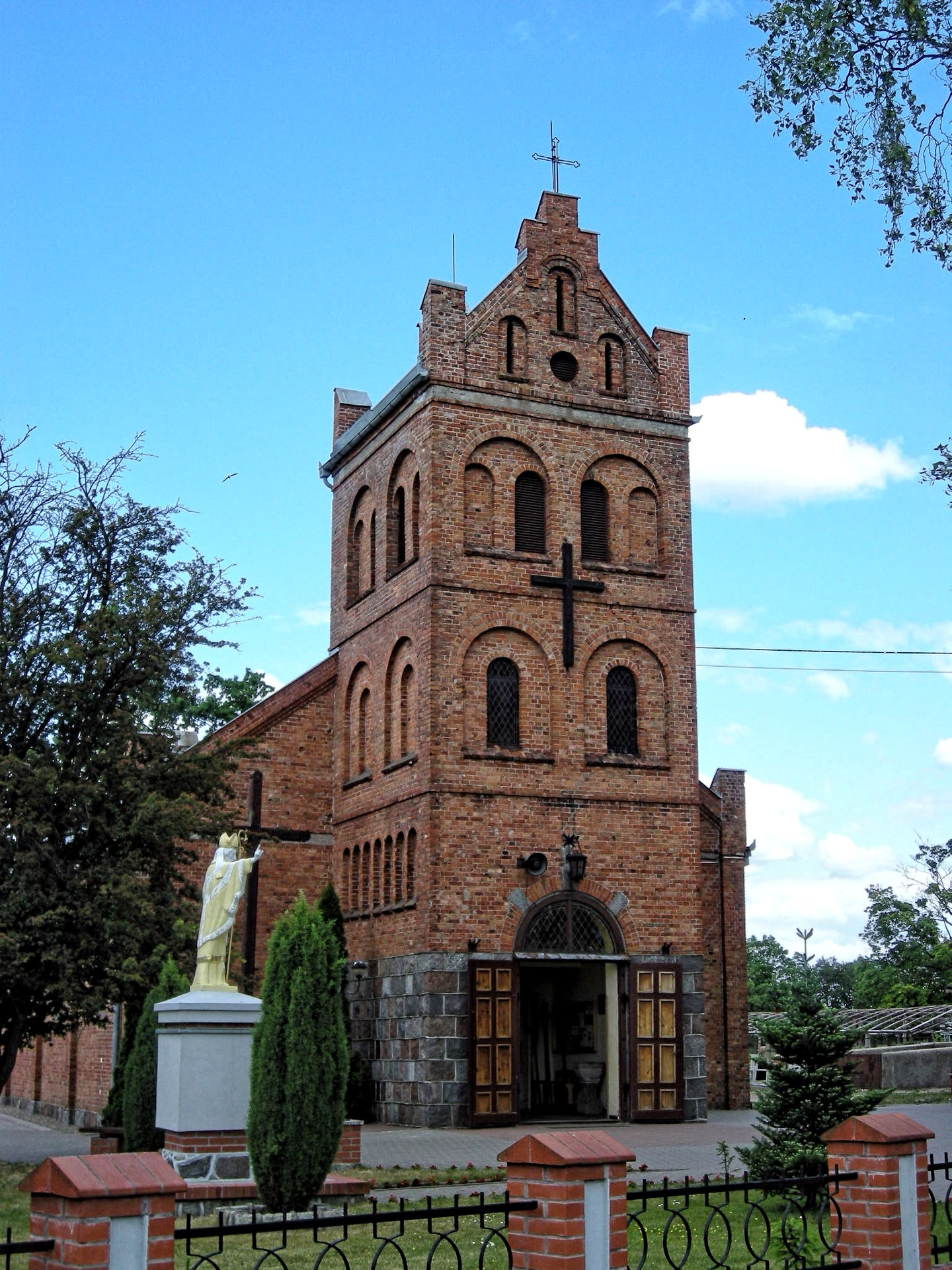
Kirche des Dorfs

## Geographische Lage
Die Ortschaft liegt im historischen Westpreußen, etwa neun Kilometer südwestlich von Nowe (Neuenburg), 23 Kilometer nordöstlich von Świecie (Schwetz) und 62 Kilometer nördlich von Toruń (Thorn).

## Geschichte
Die erste urkundliche Erwähnung des Ortes stammt aus dem Jahr 1277 als Warlubie aus einem Privileg des Herzogs von Pomerellen Mestwin II.
1309 bis 1466 gehörte der Ort zum Herrschaftsbereich des Deutschen Ordens, anschließend war er Teil Polens.
Um das Jahr 1820 hatte die Ortschaft etwa 380 Einwohner.
Im Jahr 1920 musste der Ort als Folge des Versailler Vertrages an das wiedererrichtete Polen abgetreten werden. Im September 1939 wurde der Ort von deutschen Truppen besetzt. Unter dem Namen Warlieb gehörte der Ort bis 1945 zum Landkreis Schwetz (Weichsel), Provinz Danzig-Westpreußen, im Regierungsbezirk Marienwerder. Nach Ende des Zweiten Weltkriegs wurde Warlubien als Warlubie an Polen restituiert, zu dem es völkerrechtlich seit 1920 gehört.

### Demographie
| Jahr | Einwohnerzahl | Anmerkungen |
| ---- | ------------- | --- |
| 1773 | 169           | katholische Bewohner |
| 1818 | 379           | [ 2 ] |
| 1852 | 1013          | [ 4 ] |
| 1864 | 1315          | davon 410 Evangelische und 881 Katholiken |
| 1871 | 1400          | [ 6 ] |
| 1910 | 1963          | am 1. Dezember, davon 444 Evangelische, 1399 Katholiken, neun Juden, ein Sonstiger (551 mit deutscher und 1302 mit polnischer Muttersprache, 110 Einwohner sprechen Deutsch und eine andere Sprache) |

## Gemeinde
Zur Landgemeinde (gmina wiejska) Warlubie gehören neun Dörfer mit Schulzenämtern sowie weitere kleinere Ortschaften.

## Persönlichkeiten
- Johannes Czerski (1813–1893), Mitbegründer des Deutschkatholizismus
- Herbert Braun (1903–1991), evangelischer Theologe
- Hans von Hülsen (1890–1968), Redakteur und Schriftsteller.